# Flesche

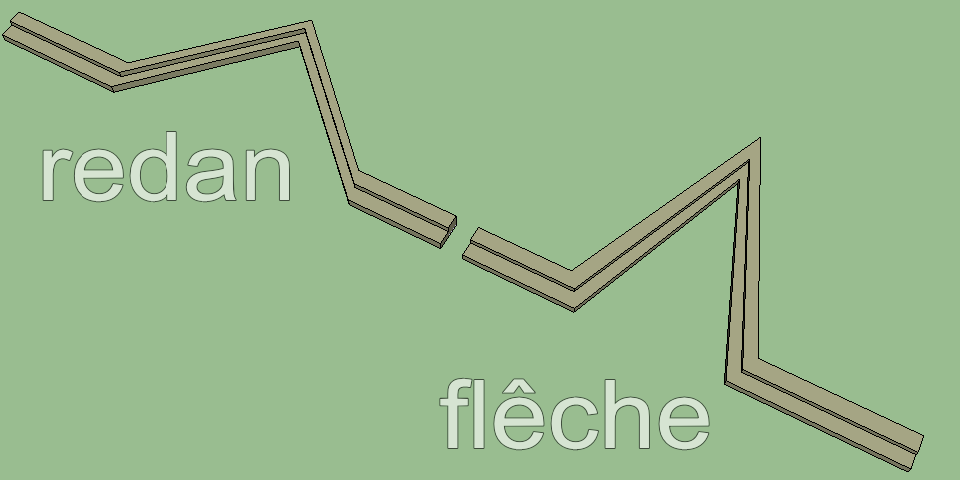
Prinzipskizze Redan und Flesche

Als Flesche (frz. flèche „Pfeil“) wurde bis ins 19. Jahrhundert eine Feldbefestigung aus Brustwehren bezeichnet. Eine weitere dem Französischen entliehene Bezeichnung war Redan. Die Flesche bestand aus zwei in einem ausspringenden Winkel zusammenlaufenden Facen. Meist hatte sie feindwärts einen Graben und lehnte sich im Rücken möglichst an ein Naturhindernis an oder war dort durch einen Palisadenzaun geschlossen. Hatte sie angesetzte Flanken, von denen aus die Facen bestrichen werden konnten, hieß sie geschulterte Flesche. 
Im Festungsbau entsprach ihr die Lünette, ein Außenwerk das üblicherweise am Fuß eines Glacis der Bastionsspitze vorgelagert war, um eine zusätzliche Feueretage zu schaffen, und wurde dort auch manchmal so genannt. 